# Anhanguera (gênero)
Para outros significados veja Anhanguera
Anhanguera é um género de pterossauro que viveu no período Cretáceo, nos atuais Brasil e Inglaterra, (Reino Unido). Os seus fósseis, descobertos na Formação Romualdo, em depósitos rochosos localizados próximos à Chapada do Araripe (municípios de Crato, Santana do Cariri e Nova Olinda), no Ceará, e no município de Exu, Pernambuco. Brasil.
Era semelhante ao gênero Ornithocheirus.

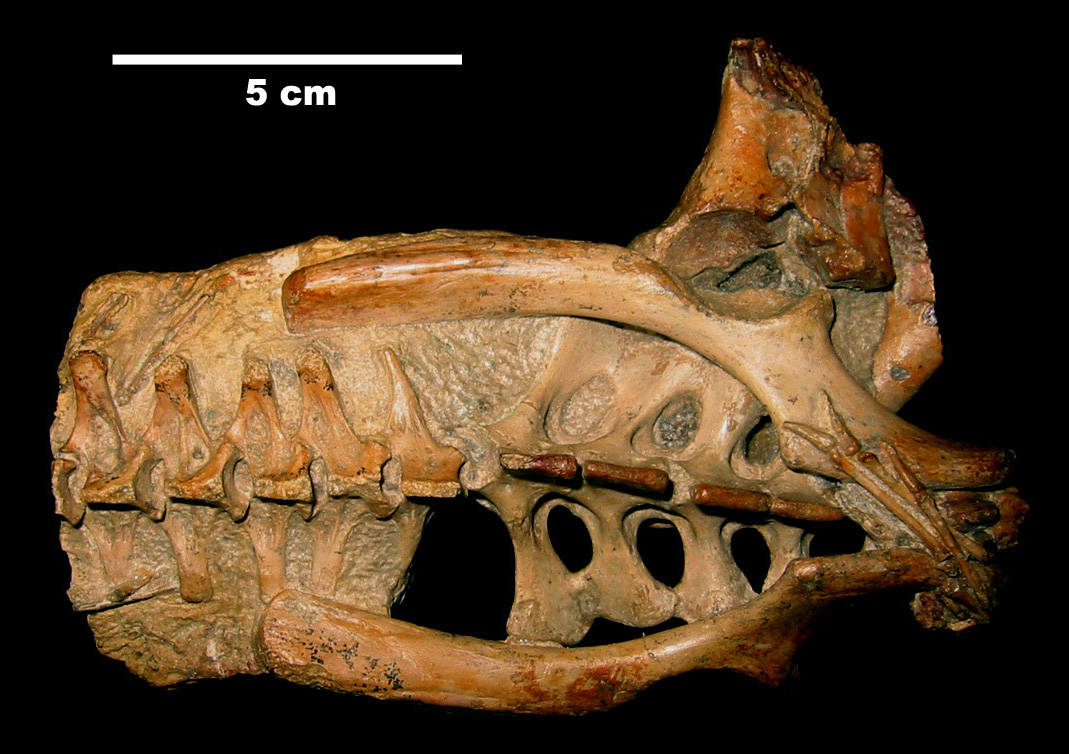
Fóssil de Anhanguera santanae encontrado na região da Chapada do Araripe.

## Etmologia
Do tupi antigo anhanga + -ûer(a), significando diabo velho.

## Descrição

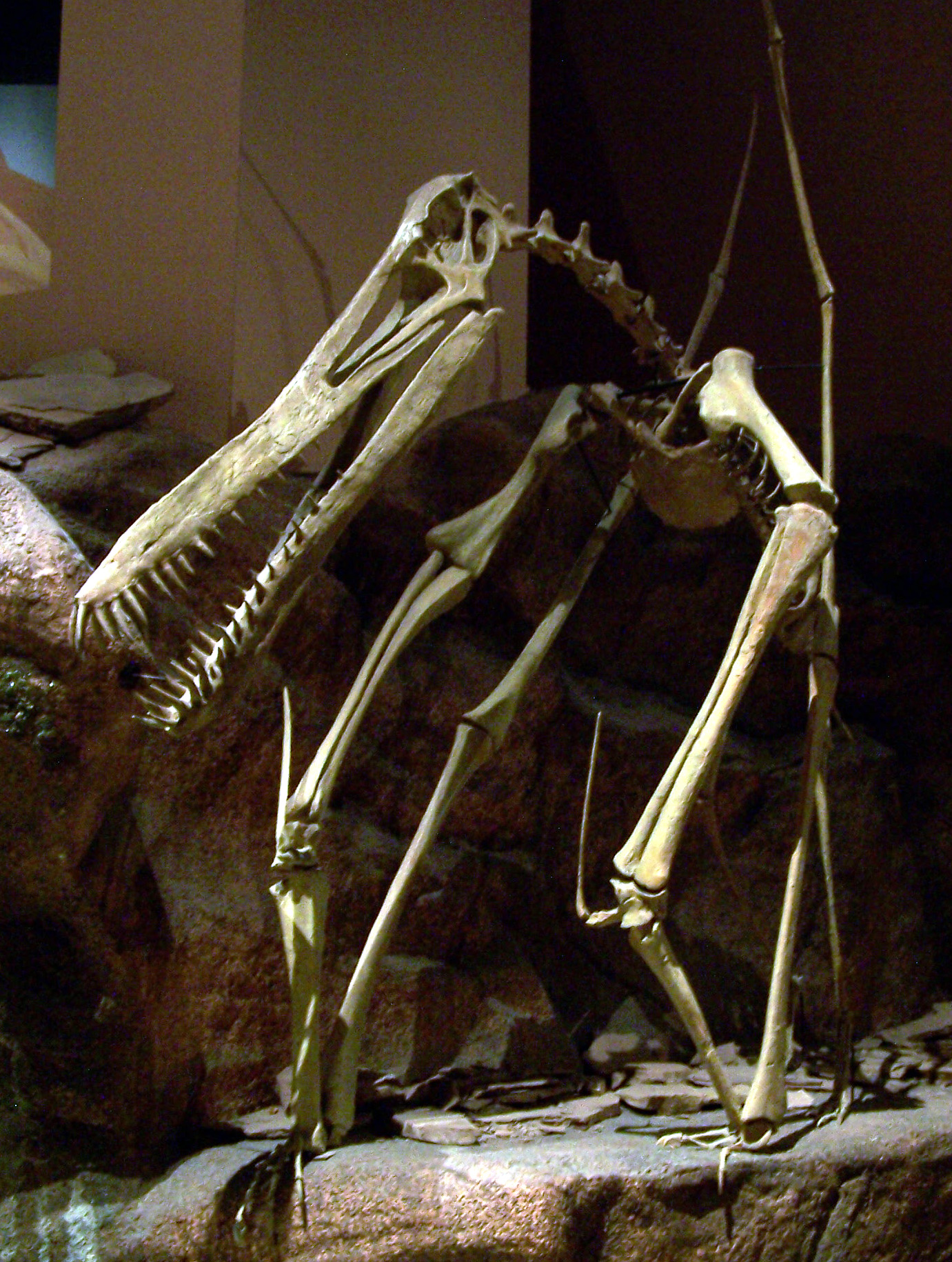
Restauração esquelética de um Anhanguera.

O Anhanguera media cerca de 4,60 metros de envergadura de asas, sendo um dos maiores pterossauros de sua época. Os seus dentes afiados sugerem que se alimentava de peixes nas costas brasileiras e faria uma migração anual para se acasalar na região da atual Inglaterra.

## Espécies
Existem quatro espécies do gênero Anhanguera:
- Anhanguera cuvieri (Bowerbank, 1865)
- Anhanguera fittoni (Owen, 1858)
- Anhanguera blittersdorffi Campos & Kellner, 1985
- Anhanguera santanae (Wellnhofer, 1985)

## Popularização na mídia
O pterossauro Anhanguera aparece na obra de ficção-científica brasileira "Realidade Oculta".

O pterossauro Anhanguera aparece no anime "Dinossauro Rei".